# Медаль Фрица Вальтера
Медаль Фрица Вальтера — ежегодная футбольная награда вручаемая немецким футбольным союзом лучшим молодым футболистам Германии в трёх категориях, до 19, до 18 (до 2015 года) и до 17 лет.
Названа в честь Фрица Вальтера, капитана сборной ФРГ на победном для них Чемпионате мира по футболу 1954 года.
Решение по присуждению медали принимает жюри состоящее из представителей немецкого футбольного союза, комитета немецкого футбольного союза по делам молодежи и тренерского штаба юношеских сборных.
В то время как мужская медаль имеет 3 возрастные категории, женская имеет только одну и поэтому на медали изображается только год получения, без возрастной категории.
Первое вручение — 12 октября 2005 года в Гамбурге перед матчем сборной Германии по футболу со сборной Китая.

## Награждения

### 2005
|         | До 19 лет                               | До 18 лет                             | До 17 лет                            | Юниорки                          |
| Золото  | Флориан Мюллер («Бавария»)              | Марк-Андре Круска (Боруссия Дортмунд) | Сергей Евлюшкин (Вольфсбург)         | Аня Миттаг (Турбине Потсдам)     |
| Серебро | Мануэль Нойер (ФК Шальке 04)            | Сорен Халфар (Ганновер 96)            | Даниэль Халфар (Кайзерслаутерн)      | Патрисия Ханебек (Дуйсбург 2001) |
| Бронза  | Ойген Полански (Боруссия Менхенгладбах) | Кевин-Принс Боатенг (Герта Берлин)    | Себастьян Тирала (Боруссия Дортмунд) | Селия Сашич (Бад-Нойенар)        |

### 2006
|         | До 19 лет                               | До 18 лет                        | До 17 лет                            | Юниорки                        |
| Золото  | Кевин-Принс Боатенг (Герта Берлин)      | Сергей Евлюшкин (Вольфсбург)     | Ларс Бендер (Мюнхен 1860)            | Анна Блессе (УСВ Йена)         |
| Серебро | Роберт Флесерс (Боруссия Менхенгладбах) | Александр Эберлейн (Мюнхен 1860) | Марко Марин (Боруссия Менхенгладбах) | Надин Кесслер (Саарбрюккен)    |
| Бронза  | Даниэль Адлунг (Гройтер Фюрт)           | Жозе-Алекс Икенг (Штутгарт)      | Свен Бендер (Мюнхен 1860)            | Стефани Дравс (Нойбранденбург) |

### 2007
|         | До 19 лет                    | До 18 лет                            | До 17 лет                     | Юниорки                        |
| Золото  | Бенедикт Хеведес (Шальке 04) | Марко Марин (Боруссия Менхенгладбах) | Патрик Функ (Штутгарт)        | Бабетт Петер (Турбине Потсдам) |
| Серебро | Мануэль Конрад (Фрайбург)    | Эрик Максим Чупо-Мотинг (Гамбург)    | Константин Рауш (Ганновер 96) | Катарина Баунах («Бавария»)    |
| Бронза  | Жером Боатенг (Гамбург)      | Штефан Райнартц (Байер 04)           | Нильс Тейшейра (Байер 04)     | Бьянка Шмидт (Турбине Потсдам) |

### 2008
|         | До 19 лет                     | До 18 лет                     | До 17 лет                             | Юниорки                    |
| Золото  | Деннис Дикмайер (Вердер)      | Тони Кроос («Бавария»)        | Мануэль Гульде (Хоффенхайм)           | Яна Бурмейстер (УСВ Йена)  |
| Серебро | Флориан Юнгвирт (Мюнхен 1860) | Себастьян Руди (Штутгарт)     | Леннарт Хартманн (Герта Берлин)       | Ким Кулиг (Зиндельфинген)  |
| Бронза  | Марсель Риссе (Байер 04)      | Ричард Сукута-Пасу (Байер 04) | Шервин Раджабали-Фарди (Герта Берлин) | Валерия Клейнер (Фрайбург) |

### 2009
|         | До 19 лет                     | До 18 лет                    | До 17 лет                                      | Юниорки                         |
| Золото  | Льюис Холтби (Шальке 04)      | Марко Террацино (Хоффенхайм) | Марио Гётце (Боруссия Дортмунд)                | Марина Хегеринг (Дуйсбург 2001) |
| Серебро | Константин Рауш (Ганновер 96) | Сорен Бертрам (Гамбург)      | Рейнольд Ябо (ФК Кельн)                        | Александра Попп (Дуйсбург 2001) |
| Бронза  | Андре Шюррле (Майнц 05)       | Феликс Кроос (Ганза)         | Марк-Андре тер Стеген (Боруссия Менхенгладбах) | Дженифер Марожан (Франкфурт)    |

### 2010
|         | До 19 лет                             | До 18 лет                       | До 17 лет                 | Юниорки                            |
| Золото  | Пениэль Млапа (Мюнхен 1860)           | Марио Гётце (Боруссия Дортмунд) | Тимо Хорн (ФК Кельн)      | Свеня Хут (Франкфурт)              |
| Серебро | Штефан Белль (Майнц 05)               | Рейнольд Ябо (ФК Кельн)         | Андре Хоффманн (Дуйсбург) | Рамона Петзельбергер (Бад-Нойенар) |
| Бронза  | Шервин Раджабали-Фарди (Герта Берлин) | Маттиас Циммерманн (Карлсруэ)   | Коля Пуш (Байер 04)       | Кира Малиновски (Эссен-Шенебек)    |

### 2011
|         | До 19 лет                                      | До 18 лет                  | До 17 лет                      | Юниорки                       |
| Золото  | Марк-Андре тер Штеген (Боруссия Менхенгладбах) | Юлиан Дракслер (Шальке 04) | Эмре Джан («Бавария»)          | Джоанна Эльсиг (Байер 04)     |
| Серебро | Маттиас Циммерманн (Карлсруэ)                  | Сонни Киттель (Айнтрахт)   | Робин Ялчин (Штутгарт)         | Луиза Венсинг (Дуйсбург 2001) |
| Бронза  | Кевин Фолланд (Мюнхен 1860)                    | Маркус Мендлер (Нюрнберг)  | Одиссеас Влаходимос (Штутгарт) | Мелани Лойпольц (Фрайбург)    |

### 2012
|         | До 19 лет                  | До 18 лет                 | До 17 лет                | Юниорки                     |
| Золото  | Антонио Рюдигер (Штутгарт) | Маттиас Гинтер (Фрайбург) | Леон Горецка (Бохум)     | Лена Лотцен (Бавария)       |
| Серебро | Андре Хоффманн (Дуйсбург)  | Томас Плёдл (Мюнхен 1860) | Макс Майер (Шальке 04)   | Лина Магулл (Гютерсло 2009) |
| Бронза  | Патрик Раковски (Нюрнберг) | Доминик Кор (Байер 04)    | Паскаль Иттер (Нюрнберг) | Сара Дебритц (Фрайбург)     |

### 2013
|         | До 19 лет                 | До 18 лет                   | До 17 лет                 | Юниорки                    |
| Золото  | Маттиас Гинтер (Фрайбург) | Кевин Акпогума (Хоффенхейм) | Тимо Вернер (Штутгарт)    | Мелани Лойпольц (Фрайбург) |
| Серебро | Янник Герхардт (Кельн)    | Йозуа Киммих (РБ Лейпциг)   | Юлиан Брандт (Вольфсбург) | Лина Магулл (Вольфсбург)   |
| Бронза  | Доминик Кор (Байер)       | Энтони Сихр (Герта Берлин)  | Донис Авдияй (Шальке 04)  | Франциска Ясер (Бавария)   |

### 2014
|         | До 19 лет                 | До 18 лет                 | До 17 лет                     | Юниорки                         |
| Золото  | Никлас Штарк (Нюрнберг)   | Юлиан Брандт (Байер)      | Бенедикт Гимбер (Хоффенхайм)  | Сара Дебриц (Фрайбург)          |
| Серебро | Макс Майер (Шальке 04)    | Левин Озтунали (Байер)    | Дамир Бектич (Герта Берлин)   | Паулин Бремер (Турбине Потсдам) |
| Бронза  | Йозуа Киммих (РБ Лейпциг) | Йонас Ференбах (Фрайбург) | Кёнигсменн Тимо (Ганновер 96) | Жасмин Сеха (Вольфсбург)        |

### 2015
С этого года медаль Фрица Вальтера среди игроков до 18 лет не вручается.
|         | До 19 лет                     | До 17 лет                          | Юниорки                         |
| Золото  | Джонатан Та (Байер 04)        | Феликс Пасслак (Боруссия Дортмунд) | Паулин Бремер (Турбине Потсдам) |
| Серебро | Тимо Вернер (Штуттарт)        | Никлас Дорш (Бавария Мюнхен)       | Нина Эегетс (Кельн)             |
| Бронза  | Лукас Клостерман (РБ Лейпциг) | Константин Фромманн (Фрайбург)     | Лора Фрейганг (Шотт Майнц)      |

### 2016
|         | До 19 лет                        | До 17 лет                    | Юниорки                   |
| Золото  | Беньямин Хенрикс (Байер 04)      | Джан-Лука Иттер (Вольфсбург) | Нина Эегетс (Кельн)       |
| Серебро | Филипп Окс (Хоффенхайм)          | Кай Хаверц (Байер 04)        | Анна Герхардт (Бавария)   |
| Бронза  | Максимилиан Миттельштадт (Герта) | Арне Майер (Герта)           | Таня Паволлек (Франкфурт) |

### 2017
|         | До 19 лет                           | До 17 лет              | Юниорки                      |
| Золото  | Салих Озджан (Кёльн)                | Янн-Фите Арп (Гамбург) | Яна Фельдкамп (Эссен)        |
| Серебро | Аймен Баркок (Айнтрахт (Франкфурт)) | Мануэль Мбом (Вердер)  | Янина Минге (Фрайбург)       |
| Бронза  | Гёкхан Гюль (Фортуна (Дюссельдорф)) | Лукас Май (Бавария)    | София Клейнхерне (Франкфурт) |

### 2018
|         | До 19 лет                  | До 17 лет                      | Юниорки                      |
| Золото  | Кай Хаверц (Байер 04)      | Ноа Каттербах (Кёльн)          | Таня Паволлек (Франкфурт)    |
| Серебро | Арне Майер (Герта)         | Оливер Батиста-Майер (Бавария) | София Клейнхерне (Франкфурт) |
| Бронза  | Мануель Винцхаймер Гамбург | Лука Унбехаун Боруссия         | Лена Обердорф (Эссен)        |

### 2019
|         | До 19 лет                 | До 17 лет                | Юниорки               |
| Золото  | Николас-Геррит Кюн (Аякс) | Карим Адейеми (Лиферинг) | Клара Бюль (Бавария)  |
| Серебро | Йоша Вагноман (Гамбург)   | Йордан Мейер (Штутгарт)  | Лена Обердорф (Эссен) |
| Бронза  | Ян-Аурель Биссек (Кёльн)  | Лазар Самарджич (Герта)  | Джиа Корли (Бавария)  |

### 2020
|         | До 19 лет                    | До 17 лет               | Юниорки                          |
| Золото  | Ноа Каттербах (Кёльн)        | Флориан Вирц (Байер 04) | Лена Обердорф (Вольфсбург)       |
| Серебро | Кевин Элерс (Динамо Дрезден) | Торбен Рейн (Бавария)   | Джиа Корли (TSG 1899 Хоффенхайм) |
| Бронза  | Фредерик Екель (РБ Лейпциг)  | Лука Нец (Герта)        | Карлотта Вамсер (Эссен)          |